# Margaret Markov
Margaret Markov (Stockton, California, 22 de noviembre de 1948) es una actriz estadounidense. De aspecto alta, esbelta y rubia fue protagonista de películas exploitation y series de TV de los años setenta.

## Filmografía
1997 - Days of Our Lives (serie de TV - Episodio #1.8193, como Olga)
1974 - There Is No 13 
1974 - The Arena (como Bodicia)
1973 - Hawkins (serie de TV, en los episodios "Death and the Maiden" y  "Hawkins on Murder" como Theresa Colman) 
1973 - Black Mama, White Mama (como Karen Brent).
1972 - The Sixth Sense (serie de TV, en el episodio "And Scream by the Light of the Moon", como Mary Ruth) 
1972 - The Hot Box (como Lynn Forrest). 
1971 - El show de James Stewart (serie de TV, en los episodios "Another Day" y "Another Scholar" como Joyce Gibbs) 
1971 - Sam Cade (serie de TV, en el episodio "Crisscross" como Anita Dru) 
1971 - Querido profesor (Pretty Maids All in a Row, como Polly).
1969 - El cuco estéril 
1969 - Run, Angel, Run! (como Meg Felton).